# 서간집

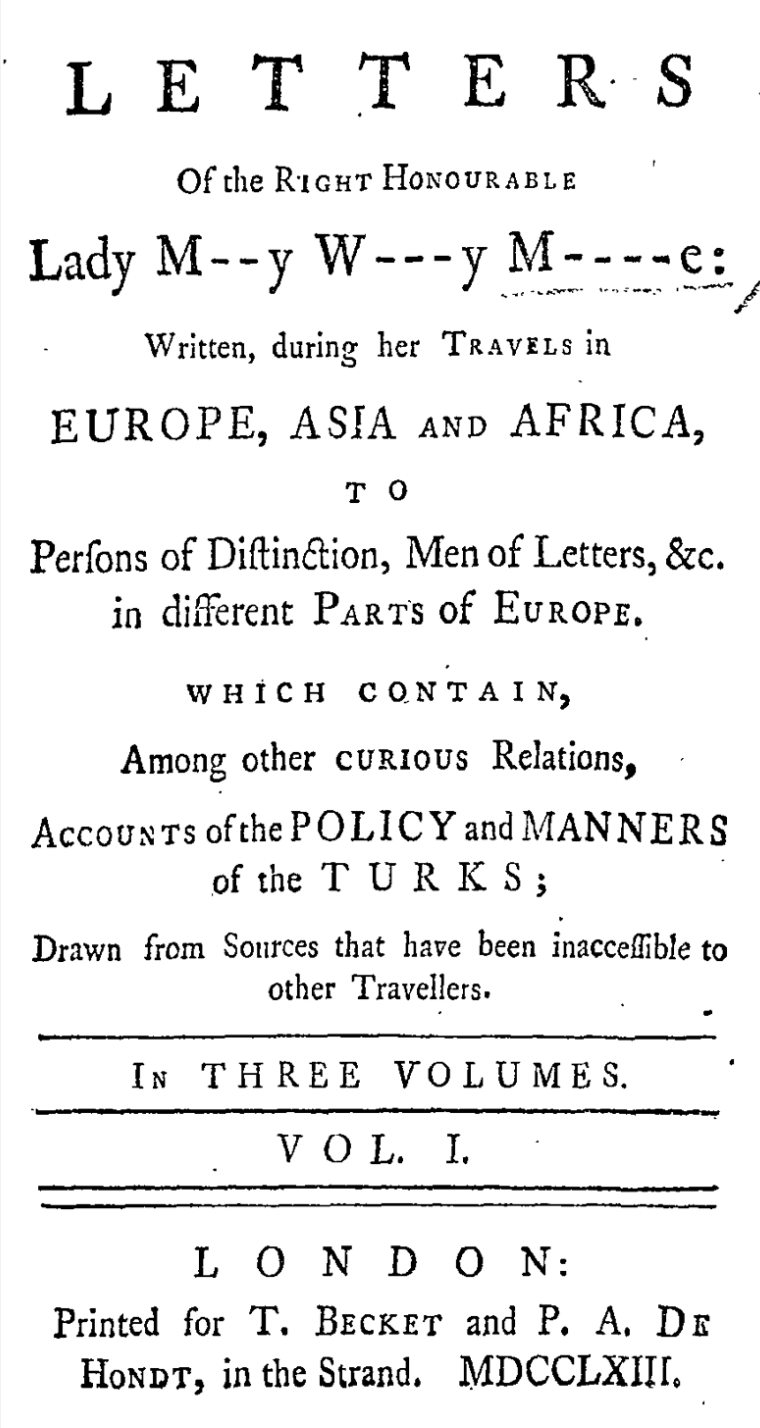
메리 워틀리 몬태규의 "튀르키예 대사관의 편지" (1763) 표지

서간집(書簡集, letter collection, letter book)은 실존 인물이 쓴 편지를 엮어서 펴낸 출판물로, 보통은 책이다. 서간체 소설과 달리 서간집은 논픽션에 속한다. 출판물로서 서간집은 단순히 본래 문서를 저장하는 아카이브와 구별된다.
대개 명망 높거나 지적 영향력이 큰 사람이 일생 동안 특정인에게 작성한 편지들로 서간집을 엮는다. 다수의 대중이 읽도록 쓴 공개편지도 서간집에 들어갈 수 있다. 편지가 원래 목적을 다한 후 서간집은 여러 개의 편지들을 다시 모아 출판한다. 서간집은 전기로서의 역할도 할 수 있다. 일반적으로 미적이거나 종교적인 서신서와 같이 미적 가치나 교훈을 주기 위한 목적으로 편지를 선별하여 묶는다. 편지를 선별하고 정리하며 간혹 수정하기도 하는 편집자가 서간집의 해석에 중요한 역할을 한다. 서간집은 편지 쓰기가 중요한 역할을 해왔던 대부분의 시대와 장소에서 문학의 한 형태로 존재해 왔다. 인쇄술의 발명 이전에는 다른 모든 문학과 마찬가지로 손으로 사본을 필사하여 서간집을 출판하였다.
서간집은 당대의 언어나 역사, 풍속 연구에 도움이 되기도 한다. 일례로 조선 후기에 왕과 왕비들이 한글로 쓴 편지를 모은 신한첩은 국문학과 국어, 한글 서체 연구는 물론 역사와 풍속 연구에도 중요한 자료이다. 특히 내용이 당시의 실용어로 쓰여 있으므로 구어(口語) 자료로서의 가치가 아주 크다.

## 같이 보기
- 편지
- 자서전
- 전기 (문학)
- 서신서
- 서간체 소설
- 아름다운 문학